# دان غوردون (كاتب سيناريو)
دان غوردون (بالإنجليزية: Dan Gordon)‏ (5 مايو 1947 في الولايات المتحدة)؛ كاتِب، سيناريست وروائي أمريكي. درس في جامعة كاليفورنيا.

## روابط خارجية
- دان غوردون على موقع IMDb (الإنجليزية)
- دان غوردون على موقع ألو سيني (الفرنسية)
- دان غوردون على موقع أول موفي (الإنجليزية)
- دان غوردون على موقع قاعدة بيانات برودواي على الإنترنت (الإنجليزية)
- دان غوردون على موقع قاعدة بيانات الأفلام السويدية (السويدية)
- دان غوردون على موقع قاعدة بيانات الفيلم (الإنجليزية)
- دان غوردون على موقع كينوبويسك (الروسية)